# Mensen van morgen
Mensen van morgen is een Nederlandse documentaire uit 1964, geregisseerd door Kees Brusse. In de documentaire werden dertien jonge Nederlanders tussen 19 en 27 jaar geïnterviewd over diverse maatschappelijke en persoonlijke onderwerpen. De zwart wit film ging op 15 oktober 1964 in première.

## Tijdsbeeld
In Mensen van Morgen werden onder andere een ongehuwde moeder, een prostituee, een boerendochter, een novice en een voetballer geïnterviewd over hun verwachtingen, verlangens en ideeën over onder meer relaties, ouders, muziek, seks en dood. Door de verschillende achtergronden van de geïnterviewden ontstond een tijdsbeeld van een generatie. De gesprekken werden begeleid door jazz muziek gespeeld door een pianist die zelf ook wordt geïnterviewd.
De dertien jongeren werden zorgvuldig geselecteerd uit een groep van jongeren na voorgesprekken en bandopnames. Uit deze voorselectie koos Kees Brusse zelf de dertien jongeren die uiteindelijk één voor één naar de Cinetone-studio mochten komen om geïnterviewd en gefilmd te worden.
De ongekende openhartigheid van de jongeren maakte de film in zijn tijd tot een sensatie. 

## Vormgeving
Voor de vormgeving, die voor Nederlandse documentaires volkomen nieuw was, liet Brusse zich inspireren door de Franse documentaire Hitler? Connais pas! (Hitler? Ken ik niet!) uit 1963. Net als filmmaker Bertrand Blier was Brusse niet te zien of te horen, waardoor het leek alsof de jongeren op elkaar reageerden en er een doorlopend verhaal ontstond. De jongeren zelf werden niet bij naam genoemd. Ook het camerawerk van Ruurd Fenenga, Fred Tammes en Huib de Ru en de muziek van Herman Schoonderwalt droegen bij aan het vernieuwende karakter van de film. De studio setting en de belichting onderscheiden de film van een televisie interview.

## Opschudding
Doordat de vragen uit de film geknipt zijn, ontstaat er een doorlopend verhaal. De kunstmatige studiobelichting en het statische karakter onderscheidt de documentaire van het soort gesprekken dat je op televisie zou verwachten.